# Ambassade de France au Niger
L'ambassade de France au Niger est la représentation diplomatique de la République française en république du Niger. Elle est située à Niamey, la capitale du pays, et son ambassadeur est, depuis 2022, Sylvain Itté.
Le 22 décembre 2023,  la France annonce fermer pour une durée indéterminée son ambassade en raison  de « restrictions imposées par les autorités nigériennes » et qui l'empêchent de fonctionner normalement. Le 2 janvier 2024, le ministère des Affaires étrangères français annonce que l'ambassade de France au Niger est officiellement fermée « jusqu'à nouvel ordre » et qu'elle continuera ses activités depuis Paris.

## Ambassade
L'ambassade est située à Niamey, dans le quartier Yantala, à côté de l'ambassade des États-Unis. Elle accueille aussi une section consulaire.

## Ambassadeurs de France au Niger
| De   | À    | Ambassadeur             |
| ---- | ---- | ----------------------- |
| 1960 | 1962 | Don Jean Colombani      |
| 1962 | 1964 | Paul Fouchet            |
| 1964 | 1968 | Albert Treca            |
| 1968 | 1970 | Michel Wintrebert       |
| 1970 | 1972 | Claude-François Rostain |
| 1972 | 1975 | Paul Gaschignard        |
| 1975 | 1980 | Henri Costilhes         |
| 1980 | 1982 | Alain Pierret           |
| 1982 | 1985 | Maurice Courage         |
| 1985 | 1988 | Claude Soubeste         |
| 1988 | 1993 | Michel Lunven           |
| 1993 | 1996 | Jean-François Lionnet   |
| 1996 | 2000 | Albert Pavec            |
| 2000 | 2004 | Denis Vène              |
| 2004 | 2007 | François Ponge          |
| 2007 | 2011 | Alain Holleville        |
| 2011 | 2014 | Christophe Bouchard     |
| 2014 | 2015 | Antoine Anfré           |
| 2015 | 2019 | Marcel Escure           |
| 2019 | 2022 | Alexandre Garcia        |
| 2022 | auj. | Sylvain Itté            |

## Relations diplomatiques
À la suite du coup d'État du 26 juillet 2023 qui renverse le président Mohamed Bazoum, la junte militaire exige le 25 août le départ sous 48 heures de l'ambassadeur de France Sylvain Itté. Le gouvernement français répond que « Les putschistes n'ont pas autorité pour faire cette demande, l'agrément de l'ambassadeur émanant des seules autorités légitimes nigériennes élues ». L'ambassadeur aurait trouvé refuge au sein de la base aérienne militaire de Niamey. L'ambassadeur quitte finalement Niamey le 27 septembre et le 22 décembre, la France annonce fermer pour une durée indéterminée son ambassade au Niger en raison de « restrictions imposées par les autorités nigériennes » qui l'empêchent de fonctionner normalement.  Le 2 janvier 2024, le ministère des Affaires étrangères français annonce que l'ambassade de France au Niger est officiellement fermée « jusqu'à nouvel ordre » et qu'elle continuera ses activités depuis Paris.

## Consulat

### Communauté française
Au 31 décembre 2016, 1 428 Français sont inscrits sur le registre consulaire au Niger.
| 2001  | 2002  | 2003  | 2004  |
| ----- | ----- | ----- | ----- |
| 1 442 | 1 442 | 1 490 | 1 477 |

| 2005  | 2006  | 2007  | 2008  |
| ----- | ----- | ----- | ----- |
| 1 354 | 1 495 | 1 445 | 1 472 |

| 2009  | 2010  | 2011  | 2012  |
| ----- | ----- | ----- | ----- |
| 1 550 | 1 572 | 1 558 | 1 639 |

| 2013  | 2014  | 2015  | 2016  |
| ----- | ----- | ----- | ----- |
| 1 648 | 1 681 | 1 477 | 1 428 |

### Circonscriptions électorales
Depuis la loi du 22 juillet 2013 réformant la représentation des Français établis hors de France avec la mise en place de conseils consulaires au sein des missions diplomatiques, les ressortissants français du Niger élisent pour six ans un conseiller consulaire. Ce dernier a trois rôles : 
1. il est un élu de proximité pour les Français de l'étranger ;
2. il appartient à l'une des quinze circonscriptions qui élisent en leur sein les membres de l'Assemblée des Français de l'étranger ;
3. il intègre le collège électoral qui élit les sénateurs représentant les Français établis hors de France.

Pour l'élection à l'Assemblée des Français de l'étranger, le Niger appartenait jusqu'en 2014 à la circonscription électorale de Bamako, comprenant aussi le Burkina Faso et le Mali et pourvoyant deux sièges. Le Niger appartient désormais à la circonscription électorale « Afrique occidentale » dont le chef-lieu est Dakar et qui désigne quatre de ses 26 conseillers consulaires pour siéger parmi les 90 membres de l'Assemblée des Français de l'étranger.
Pour l'élection des députés des Français de l’étranger, le Niger dépend de la 10e circonscription.